# Veelgestelde vragen
Het begrip veelgestelde vragen of frequently asked questions (FAQ) wordt gebruikt als benaming voor een lijst met vaak voorkomende vragen over een bepaald onderwerp, met het antwoord.
Sinds het begin van het internet is de FAQ een beproefd middel om de vele beginners op weg te helpen met het gebruik van de nieuwe technologieën, zonder dat de specialisten al hun tijd aan steeds dezelfde vragen moeten besteden. In sommige gevallen zijn de vragen niet werkelijk door gebruikers/klanten/bezoekers gesteld, maar zijn het vragen die verwacht worden; en in sommige gevallen is 'FAQ' een stijlfiguur om informatie of reclame onder de aandacht te brengen.

## Voorbeeld
FAQ-lijsten hebben de volgende structuur: V/Q (vraag/question) - A/A (antwoord/answer). Bijvoorbeeld:
V. Hoe kan ik mijn e-mail inzien?
A. Dat kan op de volgende manieren: ...
V. Welke webbrowser kan ik het beste gebruiken?
A. Wij raden aan om gebruik te maken van ...